# Irmin
Irmin (du mot Irminsûl, Irminsul, latin Arminius) était le dieu de la guerre du peuple saxon. 

## Étymologie et attestations
Son nom a été rapproché du dieu védique Aryaman, ainsi que du héros irlandais Érimón.
Nous pouvons trouver quelques traces de cette divinité dans l'Europe germanique, la Scandinavie et les Îles britanniques. Il est souvent relié à Týr et Óðinn, les plus importantes divinités scandinaves/germaniques. Irmin est un dieu méconnu, selon plusieurs, une représentation de Odin pendu à l'arbre divin  Yggdrasil  ou encore, d'Arminius, celui qui réussit jadis à unifier les peuples germaniques.